# Dundee (Ohio)
Dundee es un lugar designado por el censo ubicado en el condado de Tuscarawas en el estado estadounidense de Ohio. En el Censo de 2010 tenía una población de 297 habitantes y una densidad poblacional de 147,2 personas por km².

## Geografía
Dundee se encuentra ubicado en las coordenadas 40°35′13″N 81°36′25″O / 40.58694, -81.60694. Según la Oficina del Censo de los Estados Unidos, Dundee tiene una superficie total de 2.02 km², de la cual 2.02 km² corresponden a tierra firme y (0%) 0 km² es agua.

## Demografía
Según el censo de 2010, había 297 personas residiendo en Dundee. La densidad de población era de 147,2 hab./km². De los 297 habitantes, Dundee estaba compuesto por el 99.33% blancos, el 0% eran afroamericanos, el 0.34% eran amerindios, el 0% eran asiáticos, el 0% eran isleños del Pacífico, el 0% eran de otras razas y el 0.34% pertenecían a dos o más razas. Del total de la población el 0.34% eran hispanos o latinos de cualquier raza.